# Bagatelle (ópera)
Bagatelle (en español, Bagatela) es una opéra-comique en un  acto, con música de Jacques Offenbach y libreto en francés de Hector Crémieux y Ernest Blum. Se estrenó el 21 de mayo de 1874 en el Théâtre des Bouffes Parisiens bajo dirección del compositor.
Es una ópera poco representada en la actualidad; en las estadísticas de Operabase aparece con sólo una representación en el período 2005-2010.

## Personajes
| Personaje              | Tesitura | Reparto del estreno, 21 de mayo de 1874 (Director: - ) |
| ---------------------- | -------- | ------------------------------------------------------ |
| Bagatelle              | soprano  | Anna Judic                                             |
| Georges de Planteville | soprano  | Laurence Grivot                                        |
| Finette                | soprano  | Mme Suzanne                                            |
| Pistache               | barítono | Édouard Georges                                        |

## Grabaciones
- Grabaciones en operadis-opera-discography.org.uk